# CK Hymer
Cykelklubben Hymer (CK Hymer) är en cykelklubb från Linköping i Östergötlands län, bildad 1924. Klubben är aktiv inom landsvägscykling, mountainbike och cykelcross. Klubben har genom åren erövrat ett flertal medaljer på Svenska Mästerskapen och Nordiska Mästerskapen i de flesta åldersgrupperna, ungdom, elit och veteraner, på både dam- och herrsidan. 
På landsvägssidan är de kanske mest kända cyklister som representerat Hymer, Magnus Bäckstedt (2004 års segrare i Paris-Roubaix) och Michael "Roddarn" Andersson (1999 års VM-silvermedaljör på tempo) tillsammans med 1950-talsstjärnan Lars Nordvall. Både Bäckstedt och Nordvall inledde sina cykelgärningar i CK Hymer, medan Michael Andersson avslutade sin karriär i Hymer.
Klubben arrangerar sedan 1925 Östgötaloppet som är en av landets äldsta cykeltävlingar.